# Just Squaw
Just Squaw è un film muto del 1919 diretto da George E. Middleton che ha come interprete principale Beatriz Michelena.

## Produzione
Il film fu prodotto dalla Beatriz Michelena Features. Venne girato nel 1917 negli studi della compagnia a San Raphael e in altre località della California del Nord.

## Distribuzione
Distribuito dalla Robertson-Cole Distributing Corporation e dalla Exhibitors Mutual Distributing Company, il film uscì nelle sale USA l'11 maggio 1919. La pubblicità del film annunciava che per girare la pellicola non erano stati utilizzati dispositivi di illuminazione artificiale.
Non si conoscono copie ancora esistenti della pellicola che viene considerata presumibilmente perduta.